# Zabieram cię na trip
Zabieram cię na trip – piąty singel Kamila Bednarka, wydany w 2018 promujący album   Talizman. 22 grudnia 2017 roku został wykonany na żywo w RMF FM w ramach programu Poplista Plus Live Session.

## Lista utworów
- Digital download

1. „Zabieram cię na trip” – 3:52

## Pozycje na radiowych listach przebojów
| Kraj   | Lista (2018) | Najwyższa pozycja |
| ------ | ------------ | ----------------- |
| Polska | PiK          | 45                |

## Teledysk
Premiera wideoklipu w serwisie YouTube odbyła się 16 lutego 2018. Scenarzystą i reżyserem obrazu jest Tomasz Malara i Krzysztof Tuduj, autorem zdjęć i montaż – Tomasz Malara. Zrealizowany i wyprodukowany w J3,30 Grupa. W teledysku ukazane są fragmenty z zapisu trasy koncertowej promującej najnowszy album. 